# ジャン・ド・ブルボン (ソワソン伯)
ジャン・ド・ブルボン（フランス語：Jean de Bourbon, 1528年7月6日 - 1557年8月10日）は、ソワソン伯（在位：1537年 - 1557年）、およびアンギャン伯（在位：1546年 - 1557年）。

## 生涯
ジャンはヴァンドーム公シャルルとフランソワーズ・ダランソンの四男としてラ・フェールで生まれた。1546年に兄フランソワが思いがけなく死去し、兄よりアンギャン伯位を継承した。1557年6月14日、ジャンはエストゥトヴィル公フランソワ1世・ド・ブルボンの娘マリーと結婚したが、この結婚では子供は生まれなかった。
1551年、パルマの戦いにフランス王アンリ2世が介入し、ジャンと弟ルイはフランス軍の強化のためピエモンテに派遣された。後に第六次イタリア戦争の間、1557年にサン＝カンタンの戦いにおいてジャンは戦死した。ジャンの心臓は後にガイヨンに埋葬された。